# ماريا مرسيدس (مسلسل)
ماريا مرسيدس (María Mercedes)، هو مسلسل مكسيكي (telenovela).

## القـــــصــــــة
يحكي المسلسل قصة مار يا مرسيدس فتاه جميله وفقيره التي يجب ان تهتم بعائلتها وحدها والده هو رجل دائما في حالة سكر ووالدتها تركتها منذ كانت فتاة صغيرة فتبقى في الشارع لكي تجد لقمة عيشها لاسرتها ماريا مرسيدس ستواجه الكثير من القصص والمغامرات حتى تجد حب حياتها …

## الأبــطــــــــال
- تاليا..Thalía(ن.ع: سميرة بارودي)
- أرتورو بينيشي..Arturo Peniche(ن.ع:
- خيمي مورينو..Jaime Moreno(ن.ع:ربيع خاطر) : رودولفو
- لورا زاباتا..Laura Zapata(ن.ع:جيزيل نصر) : ملفينا
- كارمن ساليناس(ن.ع:ليلى كرم) : فيلوغونيا
- روبرتو فلاغو غوزمان..Roberto Flaco Guzmán(ن.ع:خالد السيد) : تيو- أل خروشو
- روبرتو بالستيروس..Roberto Ballesteros(ن.ع:ميشال ثابت) : كورديليو
- لويس ادربيه..Luis Uribe(ن.ع:فادي إبراهيم) : مانويل

## وصلات خارجية
- ماريا مرسيدس على موقع IMDb (الإنجليزية)
- ماريا مرسيدس على موقع كينوبويسك (الروسية)
- ماريا مرسيدس على موقع قاعدة بيانات الفيلم (الإنجليزية)